# Round Valley (Arizona)
Round Valley es un lugar designado por el censo ubicado en el condado de Gila, Arizona, Estados Unidos. Según el censo de 2020, tiene una población de 459 habitantes.

## Geografía
Está ubicado en las coordenadas 34°11′16″N 111°18′6″O / 34.18778, -111.30167 (34.187758, .-111.301801). Según la Oficina del Censo de los Estados Unidos, tiene una superficie total de 12.40 km², correspondientes en su totalidad a tierra firme.

## Demografía
Según el censo de 2020, hay 459 personas residiendo en la zona. La densidad de población es de 37.02 hab./km². El 93.03% de los habitantes son blancos, el 0.87% son amerindios, el 0,22% es asiático, el 0.87% son de otras razas y el 5.01% son de una mezcla de razas. Del total de la población, el 7.19% son hispanos o latinos de cualquier raza.